# Открытый чемпионат Майами по теннису 2019
Открытый чемпионат Майами по теннису 2019 года — ежегодный профессиональный теннисный турнир, проводившийся в 35-й раз на открытых хардовых кортах. В этом году он впервые прошёл в Майами-Гарденс на стадионе Хард Рок-стэдиум. Мужской турнир имеет категорию ATP Masters 1000, а женский — WTA Premier Mandatory.
Соревнование продолжает мини-серию из двух турниров, основная сетка которых играется более 1 недели.
Соревнования были проведены с 18 по 31 марта 2019 года.
Прошлогодние победители:
- мужчины одиночки —  Джон Изнер.
- женщины одиночки —  Слоан Стивенс.
- мужчины пары —  Боб Брайан /  Майк Брайан.
- женщины пары —  Эшли Барти /  Коко Вандевеге.

## Общая информация
Мужской одиночный турнир собрал восемь представителей Top-10 мирового рейтинга. В турнире из-за травм не смогли принять участие № 2 в мире и пятикратный финалист Рафаэль Надаль и № 8 в мире Хуан Мартин дель Потро. Посев возглавил лидер мирового рейтинга и шестикратный победитель турнира Новак Джокович. Сербский теннисист на этот раз ограничился проходом в четвёртый раунд, где проиграл Роберто Баутисте. Второй и третий номера посева Александр Зверев (прошлогодний финалист) и Доминик Тим проиграли в своих первых матчах на стадии второго раунда. Осечками других фаворитов смог воспользоваться Роджер Федерер (№ 4 посева), который взял титул, обыграв в финале прошлогоднего чемпиона Джона Изнера. Для швейцарского теннисиста титул на местном турнире стал четвёртым в карьере (до этого он побеждал в 2005. 2006 и 2017 годах). В основном турнире приняли участие три представителя России, лучше остальных смог себя проявить Даниил Медведев, прошедший в четвёртый раунд, в котором проиграл итоговому чемпиону Федереру.
В мужском парном разряде смогли защитить свой прошлогодний титул Боб и Майк Брайаны, которые в финале обыграли пару Уэсли Колхоф и Стефанос Циципас. Для братьев Брайанов победа стала шестой на турнире в Майами и по этому показателю они обновили свой рекорд в мужском парном разряде.
Женский одиночный турнир собрал всех теннисисток из первой десятки. Возглавила посев № 1 в мире на тот момент Наоми Осака. Японская теннисистка проиграла на стадии третьего раунда представительнице Тайваня Се Шувэй. Под вторым номером посева сыграла Симона Халеп и смогла выступить лучше, пройдя в полуфинал. На этой стадии она проиграла № 5 посева Каролине Плишковой. Прошлогодняя чемпионка Слоан Стивенс защищала свой титул под 4-м номером посева, но на этот раз добралась только до третьего раунда, в котором уступила Татьяне Марии. В этом году титул смогла выиграть № 12 посева Эшли Барти, победившая в финале Плишкову. Для Эшли этот титул стал первым в карьере в рамках соревнований серии Премьер. Также она стала первым представителем Австралии, кому удалось выиграть турнир в Майами в одиночном разряде, включая мужские соревнования. В основной сетке турнира приняло участие пять россиянок, но ни одной из них не удалось пройти дальше третьего раунда.
Главный парный приз у женщин достался паре Элизе Мертенс и Арина Соболенко, не имевшим изначального посева. В финале они обыграли шестых номеров посева Саманту Стосур и Чжан Шуай. Мертенс и Соболенко смогли выиграть оба турнира североамериканской связки серии «Premier Mandatory», победив до этого и на турнире в Индиан-Уэллсе. Прошлогодние победительницы Эшли Барти и Коко Вандевеге не защищали свой титул. Вандевеге пропускала турнир из-за травмы, а Барти выступила в паре с Викторией Азаренко и смогла дойти до полуфинала, где они проиграли победительницам этого турнира.

## Соревнования

### Мужчины. Одиночный турнир
Роджер Федерер обыграл  Джона Изнера со счётом 6-1, 6-4.
- Федерер выиграл второй одиночный титул ATP в сезоне и 101-й за карьеру.
- В Майами Федерер ранее побеждал в 2005, 2006 и 2017 годах.
- 28-я в карьере Федерера победа на турнирах серии Мастерс.
- Изнер сыграл первый одиночный финал в сезоне и 27-й за карьеру в основном туре ассоциации.

### Женщины. Одиночный турнир
Эшли Барти обыграла  Каролину Плишкову со счётом 7-6(1), 6-3.
- Барти выиграла первый одиночный титул WTA в сезоне и 4-й за карьеру.
- Плишкова сыграла второй одиночный финал WTA в сезоне и 24-й за карьеру в туре ассоциации.

### Мужчины. Парный турнир
Боб Брайан /  Майк Брайан обыграли  Уэсли Колхофа /  Стефаноса Циципаса со счётом 7-5, 7-6(8).
- братья Брайаны выиграли 2-й совместный титул в сезоне и 118-й (123-й для Майка) за карьеру в основном туре ассоциации.

### Женщины. Парный турнир
Элизе Мертенс /  Арина Соболенко обыграли  Саманту Стосур /  Чжан Шуай со счётом 7-6(5), 6-2.
- Мертенс выиграла 2-й парный титул в сезоне и 8-й за карьеру в туре ассоциации.
- Соболенко выиграла 1-й парный титул в сезоне и 2-й за карьеру в туре ассоциации.